# Villaderrey
Villaderrey (llamada oficialmente San Salvador de Vila de Rei) es una parroquia y un lugar del municipio español de Trasmiras, en la provincia de Orense, Galicia.

## Toponimia
La parroquia también es conocida por el nombre de San Salvador de Villaderrey.

## Historia
Hacia mediados del siglo XIX, la parroquia, ya por entonces perteneciente a Trasmiras, tenía contabilizada una población de 286 habitantes. Aparece descrita en el decimosexto y último volumen del Diccionario geográfico-estadístico-histórico de España y sus posesiones de Ultramar de Pascual Madoz con las siguientes palabras:

VILLA DE REY (San Salvador): felig. en la prov. y dióc. de Orense (7 leg.), part. jud. de Ginzo de Limia (2), ayunt. de Trasmiras (1/8): sit. en la falda de los montes de Penaverde; con libre ventilacion y clima sano. Tiene 60 casas en el l. de su nombre y en los de San Andres y Castelo, y escuela de primeras letras frecuentada por 30 niños y dotada con 400 rs. anuales. La igl. parr. (San Salvador), de la que es aneja la de Sta. Maria de Zós, está servida por un cura de primer ascenso y presentacion ordinaria; hay tambien una ermita (Ntra. Sra.) sobre un cerro en el l. de Castelo. Confina N. Escornabois; E. Atanes y Penaverde; S. Coaledro, y O. Trasmiras. El terreno participa de las tres calidades, y le baña un riach. que nace en Penaverde y se dirige al Limia. Atraviesa por esta parr. la carretera de Orense á Castilla por Allariz, Ginzo, Verin, etc. prod.: maiz, centeno, cebada, trigo, lino, patatas, legumbres y heno; se cria ganado vacuno, de cerda, lanar y caballar, y alguna caza de perdices y conejos. ind.: la agrícola, molinos harineros y telares de lienzos ordinarios. pobl.: 56 vec., 286 alm. contr.: con su ayuntamiento (V.).
(Madoz, 1850, p. 95)

## Organización territorial
La parroquia está formada por ocho entidades de población, constando cuatro de ellas en el nomenclátor del Instituto Nacional de Estadística español:
- A Carreira
- Castelo (O Castelo)
- O Alto
- O Couto
- O Curro
- San Andrés (Santo André)
- Seixas
- Villaderrey (Vila de Rei)

## Demografía

### Parroquia
| Gráfica de evolución demográfica de Villaderrey (parroquia) entre 2000 y 2023 |
|                                                                               |
| Datos según el nomenclátor publicado por el INE.                              |

### Lugar
| Gráfica de evolución demográfica de Villaderrey (lugar) entre 2000 y 2023 |
|                                                                           |
| Datos según el nomenclátor publicado por el INE.                          |